# كونال خومو
كونال خومو هو ممثل هندي، ولد في 25 مايو 1983 بسريناغار في الهند.

## أعمال

### أفلام
- (2013) غو جوا غون

## وصلات خارجية
- كونال خومو على موقع IMDb (الإنجليزية)
- كونال خومو على موقع ألو سيني (الفرنسية)
- كونال خومو على موقع أول موفي (الإنجليزية)
- كونال خومو على موقع قاعدة بيانات الفيلم (الإنجليزية)
- كونال خومو على موقع كينوبويسك (الروسية)